# Cosmetra
Cosmetra is een geslacht van vlinders van de familie bladrollers (Tortricidae).

## Soorten
- C. anthophaga Diakonoff, 1977
- C. neka Razowski & Brown, 2009
- C. nereidopa (Meyrick, 1927)
- C. podocarpivora Razowski & Brown, 2012
- C. rythmosema Diakonoff, 1992
- C. spiculifera (Meyrick, 1913)
- C. taitana Razowski & Brown, 2012